# وزارة إسماعيل صدقي باشا الأولى
وزارة إسماعيل صدقي باشا الأولى هي الوزارة الحادية والأربعون في مصر، صدر المرسوم الملكي بتشكيلها في 19 يونيو 1930. استقالت الوزارة في 4 يناير 1933.

## أعضاء الحكومة
| الوزارة               | الوزير                                                                  | تعديلات 12 يوليو 1930  | تعديلات 10 يونيو 1931 | تعديلات 22 يونيو 1931 |
| --------------------- | ----------------------------------------------------------------------- | ---------------------- | --------------------- | --------------------- |
| رئيس مجلس الوزراء     | إسماعيل صدقي باشا                                                       |                        |                       |                       |
| وزير الداخلية         | إسماعيل صدقي باشا (إلى جانب منصبه رئيسًا لمجلس الوزراء)                  |                        |                       |                       |
| وزير المالية          | إسماعيل صدقي باشا (إلى جانب منصبيه رئيسًا لمجلس الوزراء ووزيرًا للداخلية) |                        |                       |                       |
| وزير الخارجية         | حافظ عفيفي باشا                                                         | عبد الفتاح يحيى باشا   |                       |                       |
| وزير الحقانية         | عبد الفتاح يحيى باشا                                                    | علي ماهر باشا          |                       |                       |
| وزير الأشغال العمومية | حافظ حسن باشا                                                           | إبراهيم فهمي كريم باشا |                       |                       |
| وزير الزراعة          | حافظ حسن باشا (إلى جانب منصبه وزيرًا للأشغال العمومية)                   |                        |                       |                       |
| وزير الحربية والبحرية | محمد توفيق رفعت باشا                                                    |                        |                       | علي جمال الدين باشا   |
| وزير المعارف العمومية | علي ماهر باشا                                                           | مراد سيد أحمد بك       | محمد حلمي عيسى باشا   |                       |
| وزير الأوقاف          | محمد حلمي عيسى باشا                                                     |                        | علي جمال الدين باشا   | أحمد علي باشا         |
| وزير المواصلات        | توفيق دوس باشا                                                          |                        |                       |                       |

## تعديلات
- في 12 يوليو 1930 أسندت وزارة الخارجية إلى عبد الفتاح يحيى باشا وأسندت وزارة الحقانية إلى علي ماهر باشا وأُسنت وزارة الأشغال العمومية إلى إبراهيم فهمي كريم باشا وأُسندت وزارة المعارف العمومية إلى مراد سيد أحمد بك.[4][5][6][8]
- في 10 يونيو 1931 أسندت وزارة الأوقاف إلى علي جمال الدين باشا وأُسندت وزارة المعارف العمومية إلى محمد حلمي عيسى باشا.[10][9]
- في 22 يونيو 1931 أسندت وزارة الحربية والبحرية إلى علي جمال الدين باشا وأسندت وزارة الأوقاف إلى أحمد علي باشا.[7][10]